# Felsflur-Spannereule
Die Felsflur-Spannereule (Zanclognatha zelleralis) ist ein Schmetterling (Nachtfalter) aus der Familie der Eulenfalter (Erebidae).

## Merkmale

### Falter
Die Flügelspannweite der Falter beträgt 26 bis 32 Millimeter. Die Vorderflügel sind überwiegend hell braungrau gefärbt. Schwarzgraue, stark gezähnte Querlinien heben sich deutlich hervor. Die Nierenmakel ist von einer nahezu kreisrunden schwarzen Linie umschlossen. Die relativ gerade Wellenlinie hat eine gelbe Farbe und setzt sich auf den graubraunen Hinterflügeln fort, die Saumlinie ist in schwarze Flecke aufgelöst. Die Palpen sind sehr stark verlängert und nach unten gebogen.

### Raupe
Ausgewachsene Raupen haben eine gelbgraue Farbe und sind mit vielen feinen schwarzen Punkten versehen. Die Rückenlinie ist rötlich gefärbt, am hinteren Ende der Segmente leicht verdickt.

### Ähnliche Arten
Die Olivbraune Zünslereule (Zanclognatha tarsipennalis) sowie die Felsbuschwald-Spannereule (Zanclognatha lunalis) unterscheiden sich hauptsächlich durch die halbmondförmige bzw. sichelförmige Nierenmakel.

## Synonyme
Aus der Literatur sind folgende Synonyme bekannt:
- Herminia tarsicristalis Wocke, 1850

## Verbreitung und Lebensraum
Die Art ist in Europa vor allem im Mittelmeerraum, auf der Balkanhalbinsel, in Ungarn, Österreich, der Slowakei, Tschechien und Polen sowie östlich bis in die Türkei und zur Krim verbreitet. Reliktvorkommen existieren im Wallis und in Deutschland (Südschwarzwald, Mittelrhein- und Nahegebiet, Thüringer Schiefergebirge und Oberlausitz). In den Südalpen kommt sie bis zu einer Höhe von 400 Metern, im Schwarzwald bis zu einer Höhe von 760 Metern vor. Bevorzugter Lebensraum sind felsige Wiesen und Heiden, lichte Wälder und Buschlandschaften.

## Lebensweise
Die Falter der Felsflur-Spannereule sind nachtaktiv und fliegen in nördlichen Gebieten in einer Generation im Juni und Juli. Im Süden treten gelegentlich zwei Generationen auf. Die Flugzeiten sind dann von Mitte Mai bis Anfang Juli sowie von Ende Juli bis Mitte September. Künstliche Lichtquellen werden zuweilen in Anzahl angeflogen. Die Raupen leben ab Ende Juli an herabgefallenen, welken, dürren oder modernden Blättern von Laubbäumen oder niedrigen Pflanzen. Sie überwintern.

## Gefährdung
Die Felsflur-Spannereule ist in Deutschland nur in wenigen Bundesländern nachgewiesen. Auf der Roten Liste gefährdeter Arten wird sie als „Art mit geographischer Restriktion“ aufgeführt.